# 八王子総合鉄道部
八王子総合鉄道部（はちおうじそうごうてつどうぶ）とは、東京都八王子市の八王子駅構内にあった日本貨物鉄道（JR貨物）の車両基地。

## 概要
かつては八王子機関区という名称で機関車や乗務員も配置されており、中央東線高尾駅以西の山岳区間に対応する機関車と、平坦線区向けの機関車を付け替えていた。後に八王子総合鉄道部に、さらにその後新鶴見機関区八王子派出に組織変更された後、2008年には新鶴見機関区甲府派出と統合され廃止された。現在は乗務員・車両の所属しない区所となっている。
近年は平坦線区にも十分対応出来る山岳線区向け電気機関車のEF64形やEH200形が普及したため、機関車の付け替えを行わない列車が増加し、付け替えを行う場合でも新鶴見機関区などで行うようになっている。
現在は主に機関車の仕業検査が行われるのみで、EF210形・EH200形・EF65形・EF64形などの電気機関車が留置されることがあるほか、日本オイルターミナル八王子営業所発着車両の入換と横浜線の臨時貨物列車（甲種輸送）用に川崎派出のDE10形が1～2両常駐している。また、稀にJR東日本の機関車も留置されることがあり、工事臨時列車や乗務員訓練などでEF65形やEF64形、DE10形などの姿を見ることができる。2012年までに機関庫建屋が撤去された。
なお、仕業検査や入換などの業務の一部は神奈川臨海鉄道に委託されている。

## 配置車両に表示される略号
「八」…八王子機関区時代の略号。八王子を意味する「八」から構成される。

## 歴史
- 1903年（明治36年）6月：甲武鉄道八王子機関庫を開設。
- 1906年（明治39年）10月1日：甲武鉄道の国有化により、官設鉄道の八王子機関庫となる。
- 1931年（昭和6年）4月：中央本線浅川－甲府間の電化完成により、電気機関車を配置して運用を開始。
- 1933年（昭和8年）10月：飯田町の旅客列車扱い廃止により、飯田町機関庫を八王子機関庫飯田町分庫として吸収。
- 1936年（昭和11年）9月1日：八王子機関区に改称。
- 1944年（昭和19年）4月1日：南武鉄道の国有化により、同鉄道の機関区を八王子機関区西国立支区と武蔵五日市支区として移管編入。
- 1946年（昭和21年）：この頃、八王子機関区飯田町支区が飯田町機関区に分離独立。
- 1962年（昭和36年）3月：八王子機関区武蔵五日市支区を廃止。
  - この頃、八王子機関区西国立支区を立川機関区として分離独立。
- 1970年（昭和45年）3月：八高線貨物列車の蒸気機関車定期運用の終了で無煙化完了（同年9月のさよなら列車を除く）。
- 1987年（昭和62年）3月1日：八王子客貨車区と統合される。
- 1987年（昭和62年）4月1日：国鉄分割民営化に伴い、日本貨物鉄道（JR貨物）関東支社八王子機関区となる。
- 1998年（平成10年）4月：組織改正に伴い、八王子総合鉄道部となる。
- 2002年（平成14年）12月：甲府派出を設置。
- 20xx年（平成xx年）：新鶴見機関区八王子派出となる。
- 2008年（平成20年）：甲府派出に統合される形で廃止。

## その他
構内には上路式ターンテーブル（主桁:1929年川崎車輌株式会社製造、運転室:1941年10月浦賀船渠株式会社製造）が残っていたが、2013年2月16日に主桁が解体・撤去され、その後ピットも埋め立てられ完全に姿を消した。
なお、以前に八王子総合鉄道部で行われたイベントでは、DE10やEF64によるターンテーブルの実演が披露されたことがある。